# Urs Freuler
Urs Freuler (Bilten, 6 de novembre de 1956) és un ciclista suís, ja retirat, que fou professional entre 1980 i 1995. Com a ciclista amateur va prendre part en els Jocs Olímpics d'Estiu de 1980 a Moscou, on fou vuitè en la prova de persecució per equips. Durant la seva carrera aconseguí més de 70 victòries, moltes d'elles en pista, on era un especialista de nivell.
En carretera destaquen les 15 victòries d'etapa al Giro d'Itàlia i una etapa al Tour de França, així com nombroses etapes en altres curses. En pista destaquen vuit campionats del món de la prova de puntuació i dos de la de keirin.

## Palmarès en pista
- 1980
  - Campió d'Europa en Òmnium Endurance
- 1981
  -  Campió del món de puntuació
  - Campió d'Europa de Velocitat
  - Campió d'Europa en Òmnium Endurance
  - 1r als Sis dies de Grenoble (amb Patrick Sercu)
- 1982
  -  Campió del món de puntuació
  - 1r al Sis dies de Zuric (amb Robert Dill-Bundi)
- 1983
  -  Campió del món de puntuació
  -  Campió del món de Keirin
  - 1r al Sis dies de Zuric (amb Daniel Gisiger)
  - 1r al Sis dies de Launceston (amb Hans Känel)
  - 1r al Sis dies de Múnic (amb René Pijnen)
- 1984
  -  Campió del món de puntuació
  - 1r al Sis dies de Zuric (amb Daniel Gisiger)
  - 1r al Sis dies de Rotterdam (amb René Pijnen)
- 1985
  -  Campió del món de puntuació
  -  Campió del món de Keirin
  - 1r al Sis dies de Múnic (amb René Pijnen)
- 1986
  -  Campió del món de puntuació
  - 1r al Sis dies de Zuric (amb Daniel Gisiger)
- 1987
  -  Campió del món de puntuació
  - Campió d'Europa en Òmnium Endurance
  - 1r al Sis dies de Zuric (amb Dietrich Thurau)
  - 1r al Sis dies de Múnic (amb Dietrich Thurau)
  - 1r al Sis dies de Berlín (amb Dietrich Thurau)
- 1988
  - 1r als Sis dies de Gant (amb Roman Hermann)
- 1989
  -  Campió del món de puntuació
  - 1r als Sis dies de Copenhaguen (amb Danny Clark)
- 1990
  - 1r als Sis dies de Dortmund (amb Olaf Ludwig)
- 1992
  - 1r als Sis dies de Copenhaguen (amb Danny Clark)
  - 1r al Sis dies de Múnic (amb Olaf Ludwig)
- 1993
  - 1r als Sis dies de Bremen (amb Peter Pieters)
  - 1r als Sis dies de Colònia (amb Remig Stumpf)
- 1994
  - 1r al Sis dies de Zuric (amb Carsten Wolf)
  - 1r als Sis dies de Colònia (amb Carsten Wolf)

## Palmarès en carretera
- 1981
  - Vencedor d'una etapa del Tour de França
  - Vencedor d'una etapa del Tour de Romandia
  - Vencedor d'una etapa de la Volta a Suïssa
- 1982
  - Vencedor de 3 etapes del Giro d'Itàlia
  - Vencedor d'una etapa de la Volta a Suïssa
- 1983
  - Vencedor de 2 etapes de la Volta a Suïssa
  - Vencedor d'una etapa del Giro de Trentino
- 1984
  - Vencedor de 4 etapes del Giro d'Itàlia i  1r de la Classificació per punts
- 1985
  - 1r al Tour del Nord-oest
  - 1r al Gran Premi del cantó d'Argòvia
  - Vencedor de 3 etapes del Giro d'Itàlia
  - Vencedor d'una etapa de la Volta a Suïssa
  - Vencedor d'una etapa del Giro de Trentino
- 1986
  - 1r al Gran Premi Pino Cerami
  - Vencedor d'una etapa del Giro d'Itàlia
  - Vencedor d'una etapa de la Volta a Suïssa
- 1987
  - Vencedor d'una etapa del Giro d'Itàlia
  - Vencedor d'una etapa de la Volta a Suïssa
- 1988
  - 1r al Tour del Nord-oest
  - Vencedor d'una etapa del Giro d'Itàlia
  - Vencedor d'una etapa de la Volta a Suïssa
  - Vencedor d'una etapa de la Volta a Dinamarca
- 1989
  - Vencedor de 2 etapes del Giro d'Itàlia
  - Vencedor de 2 etapes del Tour de Romandia
  - Vencedor d'una etapa de la Tirrena-Adriàtica
  - Vencedor d'una etapa de la Volta a Suïssa
- 1990
  - Vencedor de 2 etapes del Tour de Romandia
  - Vencedor d'una etapa de la Setmana Catalana
- 1992
  - 1r al New Jersey National Bank Classic

### Resultats al Giro d'Itàlia
- 1982. 99è de la classificació general. Vencedor de 3 etapes
- 1983. 91è de la classificació general. Porta una etapa la maglia rosa
- 1984. 98è de la classificació general. Vencedor de 4 etapes.  1r de la Classificació per punts
- 1985. 120è de la classificació general. Vencedor de 3 etapes
- 1986. 126è de la classificació general. Vencedor d'una etapa. Porta una etapa la maglia rosa
- 1987. 104è de la classificació general. Vencedor d'una etapa
- 1988. 82è de la classificació general. Vencedor d'una etapa
- 1989. Abandona (20a etapa). Vencedor de 2 etapes
- 1990. Abandona (7a etapa)

### Resultats al Tour de França
- 1981. Abandona (15a etapa). Vencedor d'una etapa

### Resultats a la Volta a Espanya
- 1991. Fora de control (11a etapa)